# Cigarettes, Whisky et P'tites Pépées
Cigarettes, Whisky et P'tites Pépées («Cigarrillos, whisky y chicas salvajes» en francés) es una película de comedia francesa de 1959 dirigida por Maurice Régamey, y protagonizada por Jean Carmet y Annie Cordy.

## Argumento
Para reponer las arcas de su club deportivo a orillas de la Riviera Francesa, un grupo de jóvenes y guapas deportistas no dudan en explotar el whisky y los cigarrillos que se encuentran en la bodega después de una fiesta para convertirlo en un club nocturno. Desafortunadamente, este botín pertenece a unos traficantes, que ahora quieren recuperar sus bienes.

## Reparto
- Annie Cordy: Martine, profesora de gimnasia.
- Pierre Mondy: Max, pequeño traficante de alcohol y cigarrillos.
- Nadine Tallier: Arlette, residente del instituto.
- Christian Méry: Angelo, lugarteniente de Van Dorfelt.
- Pierre Doris: Gustave, cómplice de Max.
- Jean Carmet: Martial, aduanero.
- Franco Interlenghi: Mario, cómplice de Max.
- Sylvie Adassa: Michèle.
- Alessandra Panaro: Micheline.
- Dominique Darsac: Jacqueline.
- Armande Navarre: Juliette, cocinera del instituto.
- Micheline Gary: Véronique, tesorera del instituto.
- Pierre-Jacques Moncorbier: el notario.
- Albert Rémy: un oficial de aduanas.
- René Havard: Fernand, cómplice de Max.
- Reinhard Kolldehoff: Van Dorfelt, líder de los traficantes.
- Arielle Coignet: Isabella.
- Pierre Mirat: Abadie, comerciante.
- Maurice Régamey: un consumidor.
- Jacques Bertrand: cómplice de Angelo.
- Bernard Dumaine: el jefe de aduanas.
- Henri Arius: un pasajero en la aduana.
- Jacky Blanchot: un marinero pendenciero.
- Jeanne Valérie: una niña.
- Georges Demas: un hombre de Van Dorfelt (no acreditado).
- Gisèle Grimm as Élisabeth (no acreditada).
- Henri Guegan: un hombre de Van Dorfelt (no acreditado).
- Sylvain Lévignac: un hombre de Van Dorfelt (no acreditado).
- Jean Richard: hombre que pide whisky y lo noquean (no acreditado).

## Producción
La película se rodó del 30 de junio al 13 de agosto de 1958.
La película se estrenó en Italia el 10 de febrero de 1959, en Francia el 25 de febrero de 1959, en Suecia el 16 de noviembre de 1959 y en Alemania el 4 de marzo de 1960.